# Veľký Šariš
Veľký Šariš (in ungherese Nagysáros, in tedesco Groß-Scharosch) è una città della Slovacchia facente parte del distretto di Prešov, nella regione omonima.